# Discherodontus
Discherodontus é um género de peixe actinopterígeo da família Cyprinidae.
Este género contém as seguintes espécies:
- Discherodontus ashmeadi (Fowler, 1937)
- Discherodontus colemani (Fowler, 1937)
- Discherodontus halei (Duncker, 1904)
- Discherodontus parvus (H. W. Wu & R. D. Lin, 1977)
- Discherodontus schroederi (H. M. Smith, 1945)
- Discherodontus somphongsi (Benl & Klausewitz, 1962)